# Reagente de Nessler
O reagente de Nessler é uma solução alcalina de tetraiodomercurato(II) de potássio. É usado no chamado teste do reagente de Nessler, cujo objetivo é detectar a presença de nitrogênio amoniacal. Caso a solução tenha amoníaco, forma-se um precipitado amarelo-acastanhado. A cor será tanto mais intensa quanto maior for a concentração das substâncias analisadas.

## Mecanismo de reação
A equação que traduz a formação do precipitado é:
NH3 + 2[HgI4]²− + 3OH−  →  Hg2O(NH2)I + 7I− + 2H2O

## Formulação do reagente
O reagente  Nessler é formulado da seguinte maneira:
1. Pesa-se 100 gramas de HgI2 anidro.
2. Pesa-se 70 gramas de KI anidro.
3. Misturam-se os dois sais e dissolvem-nos em uma pequena quantidade de água (a solução fica saturada de HgI2)
4. Adiciona-se, com constante agitação, 500 ml de solução aquosa NaOH a 40%.
5. Dilui-se com água isenta de amônia até 1 litro.
6. Homogeniza-se.
7. Armazenar a solução em frasco plástico.

Mantem-se ao abrigo da luz solar. Este reagente é estável por mais de um ano.

## Técnicas de execução do teste
Este teste pode ser feito de duas formas:
- Colocando na boca do tubo de ensaio que contém a amostra um pedaço de papel de filtro umedecido com algumas gotas de reagente de Nessler.

- Adicionando algumas gotas de reagente de Nessler à solução a analisar.